# Cologna Veneta
Cologna Veneta (Cołonja in veneto) è un comune italiano di 8 420 abitanti della provincia di Verona in Veneto.
Cologna Veneta è conosciuta in Italia e all'estero per il mandorlato, un raffinato dolce natalizio.
Fa parte della zona di produzione del vino Arcole DOC.

## Geografia fisica
Cologna Veneta è un comune italiano situato nell'entroterra della regione Veneto a 24 m s.l.m.
Cologna Veneta dista 39 km in direzione sud-est dal capoluogo di provincia Verona e si trova al confine con la provincia di Vicenza (Lonigo, Orgiano, Asigliano Veneto e Pojana Maggiore) e a 6 km dalla provincia di Padova (Montagnana).

### Territorio
Il territorio si presenta pianeggiante, il paese è infatti da sempre un importante centro agricolo. Cologna è lambita dal fiume Guà. Per quanto riguarda il rischio di terremoti, Cologna fa parte della zona 3 (sismicità bassa).

## Storia
Il ritrovamento di reperti della Civiltà di Fiorano nei pressi di Santa Giustina (Museo Civico Archeologico), induce a credere che l'area su cui sorge Cologna Veneta fosse abitata già alla fine del V millennio a.C.
Per la contiguità con il territorio di Este e alla luce della scoperta di una necropoli in località Baldarìa, sembra che la zona di Cologna Veneta sia stata abitata dagli Euganei (1000 a.C.) e dai Veneti (VII-IV secolo a.C.).
Con i romani (I secolo a.C.) Cologna entrò a far parte dell'agro atestino di Este. Resti della centuriazione sono rintracciabili nella campagna ad est del centro abitato.
L'insediamento conobbe un forte impulso a seguito della battaglia di Azio, nel 31 a.C., allorché Augusto stanziò nel colognese un certo numero dei suoi veterani.
Dopo la conquista di Padova da parte del Regno longobardo nel 602 tutto il territorio colognese fu occupato dal Ducato di Vicenza.
Nel 1256 Cologna si ribellò al dominio di Ezzelino III da Romano. La resistenza fu guidata da Jacopo Bonfado e terminò con la disfatta dei colognesi.
Onde porre fine alle guerre di confine fra Verona e Vicenza, Venezia creò un Territorio colognese sottoposto direttamente al Dogado. Ne facevano parte Cologna, Zimella, Pressana e Roveredo di Guà. Durato 4 secoli come exclave di Venezia, il territorio fu aggregato al Veronese da Napoleone col decreto del 29 aprile 1806.
Nel 1406 il doge di Venezia Michele Steno decretò l'aggregazione di Cologna al Sestiere Dorsoduro di Venezia, per porre fine alle sanguinose contese tra le Signorie locali. Cologna rimase veneziana fino alla caduta della Serenissima (1797). Napoleone la pose in provincia di Verona il 30 aprile 1806.
L'11 agosto 1867 cambiò denominazione da Cologna a Cologna Veneta.
Nel 1882, dopo l'ennesima esondazione del fiume Guà (nome preso dall'Agno nel suo percorso attraverso Cologna), le autorità cittadine decisero di deviarne il corso. I lavori ebbero termine nel 1904. Nel corso degli scavi per lo spostamento dell'alveo, fu rinvenuta, nella frazione di Baldaria, una cospicua collezione di materiali preistorici, che consentì la nascita del Museo civico archeologico di Cologna Veneta.
Nel 1925 fu inaugurata l'apertura del primo tronco della ferrovia Treviso-Ostiglia, che collegava Cologna a Legnago. La stazione di Cologna Veneta rimase in funzione sino al 1967 per il servizio passeggeri e fino al 1987 per quello merci.

## Monumenti e luoghi d'interesse

### Architetture civili
- Torre civica

La vetusta costruzione in mattoni, quadrangolare, è situata al centro del complesso urbanistico, in Corso Guà. In origine era una delle dodici torri a due solai di legno della cerchia muraria che cingeva Cologna. Costruita nel 1555, venne portata a termine in due fasi successive: per tentare di risalire all'epoca della costruzione della prima parte è possibile notare uno stemma comunale sulla parte che guarda il Corso Guà, nella sua originale e primitiva composizione. In seguito venne collocata nella facciata che guarda Piazza Mazzini una sacra effigie della Madonna in legno. L'attuale orologio è in funzione dal 1914, mentre la campana originale trasportata dalla Serenissima venne sostituita nel 1590 a seguito di un danneggiamento da un campanone, detto di San Simon, che riporta una data: 1714.
- Palazzo pretorio

Costruito in laterizi, denominato Capitaniato, fu antica residenza di Pretori e Governatori di Cologna. Si ritiene sia stato edificato per volere dell'ultimo rappresentante della dinastia scaligera Cansignorio della Scala. Durante la dominazione veneziana, dal 1405 al 1797, divenne residenza del Podestà-Capitano, il nobile che a turno per circa due anni rappresentava la massima autorità. Le sale, mirabilmente affrescate, erano adibite a vari usi; all'esterno, nella facciata che guarda i giardini, il muro è stato merlato nel 1793. Negli ultimi secoli divenne Biblioteca Civica, scuola di falegnameria, sede dei Vigili del Fuoco ed infine Comune.
- Castello scaligero

Sorto verso l'XI secolo, venne distrutto verso il 1200 da parte dei Montecchi guelfi, fazione predominante della Signoria Veronese. Si dice che la riedificazione sia avvenuta con i resti del castello di Campiglia. Degli otto torrioni che componevano la rocca del castello scaligero, oggi ne rimane solamente uno, visibile vicino al campanile in via A.Papesso. Nella muratura si possono notare diversi strati di ciottoli che formano una scala, particolarità che distingueva le costruzioni scaligere.
- Museo Civico Archeologico
- Biblioteca Civica

La biblioteca si trova al primo piano del Museo civico archeologico.
- Teatro comunale

Il Teatro Sociale, ora Comunale, fu iniziato nel 1856 ed inaugurato nel 1875, quando ancora il Guà scorreva per il centro del paese, prima della deviazione dell'argine all'inizio del Novecento. La sua pianta si presenta di forma rettangolare, le cui dimensioni sono di 39x17 metri circa. I muri esterni sono di pietra calcare dei Berici, rinsaldati da contrafforti dello stesso materiale. Nel 1993 venne restaurata la facciata. Ogni anno ospita rassegne teatrali, saggi e concerti; la galleria viene utilizzata per conferenze e mostre d'arte o fotografia. La proiezione delle pellicole avviene invece al Cinema C. Ferrini in via Papesso, a poche centinaia di metri dal teatro.
- Museo lapidario

Tramite il campanile del Duomo è possibile accedere a tale museo, nei sotterranei della Rocca scaligera; è possibile ammirare elementi di acquedotto, mattoni, macine ed un cippo funerario di epoca romana; quattro capitelli gotici dell'antico Duomo (XVI secolo); una lapide del 1528 e due mascheroni in pietra di epoca rinascimentale. Nel periodo invernale il museo ospita la mostra dei presepi.
- Villa Mercante - Labia, risalente al XVI secolo e ubicata in Via Terrena, accanto al fiume Guà.

- Villa Papadopoli - Bressan, risalente al XVII secolo e ubicata nella frazione Sabbion in Via Ghetto Torcolo.

- Monumento dei caduti per la Patria

Cologna eresse il monumento in ricordo ai caduti nel vasto e pittoresco Piazzale Vittorio Veneto, vicino al teatro comunale. Alto 12 metri, è in marmo bianco di Verona; poggia su un basamento esagonale dove nel mezzo, a guisa di obelisco, si erge una lastra, sulla quale stanno incisi due motti. Venne inaugurato il 21 settembre 1924.
- Statua a Garibaldi

Inaugurata nel 1911, si trova di fronte al Capitaniato. Sul retro vi è un'iscrizione, dedica all'uomo che ha portato all'unificazione l'Italia.
- Lapidi commemorative

Lapide commemorativa del I centenario dell'Italia unita:
1861 - 1961 A coloro che ci diedero una Patria - Una Indipendente Libera - Nel primo centenario dell'Italia Unita - Il Popolo Colognese 29 - X - 1961
Lapide per l'insurrezione del 1871
Lapide con busto di Umberto il Buono:
A UMBERTO IL BUONO - I COLOGNESI XI NOV MCMI
Lapide a Pietro Graziadio - Deputato e giurista:
PIETRO GRAZIADIO Mente acuta classicamente formata Deèutatp e Giurista alla Cassa di Risparmio di Cologna Veneta diede vita e legò questo edificio
1927 A. VI.
Lapide centenaria delle prime guerre dell'indipendenza:
Nel centenario delle prime guerre dell'indipendenza la locale associazione combattenti e reduci consacra questa piazza ai caduti di tutte le guerre - Cologna V. IV Novembre 1959
Lapide a D. Sebastiani:
D.Sebastiani praecibus pro liberatione patria ex voto communitatis an MDXXVIII dicatamet vetustate collapsam Mathae beneticto praetor pientissimus assistentibus provisoribus salutis pio cultu restitvit a partu virgini anno MCIC nonis mar(...)
Lapide ad Aloysio Pisano:
Aloysio Pisano viro prudentia insigni qui stratam plateam principisq vexillum instauran.curavit in bene gestam praeturam aeterni affectus monumen.colonien. dicarunt. M.D.LXXXIIII.
Lapide ricordo al Guà irruente:
Volere concorde di Municipio e stato impose altro cammino al Guà irruente che suono qui un tempo terribile ad uomini e mura
17 marzo 1892 - 11 settembre 1904
Lapide in ricordo a Pietro Rinaldi e Giuseppe Battaglia:
Presente in via XX Marzo, oggi Piazza del Mandamento, ricorda i due cittadini che per salvare l'altrui vita nella furia delle onde del Guà esondato morirono eroicamente.

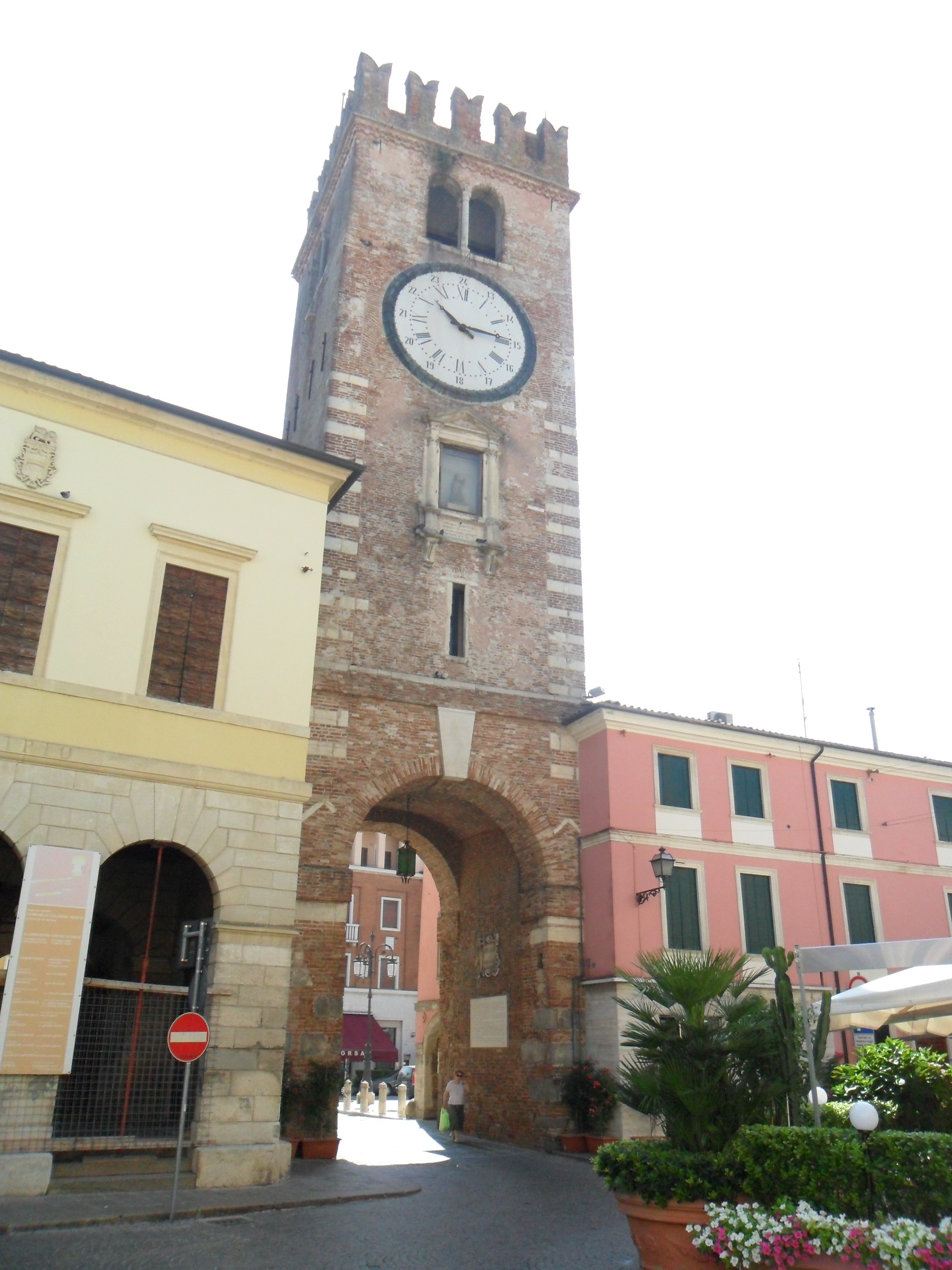
Torre civica.
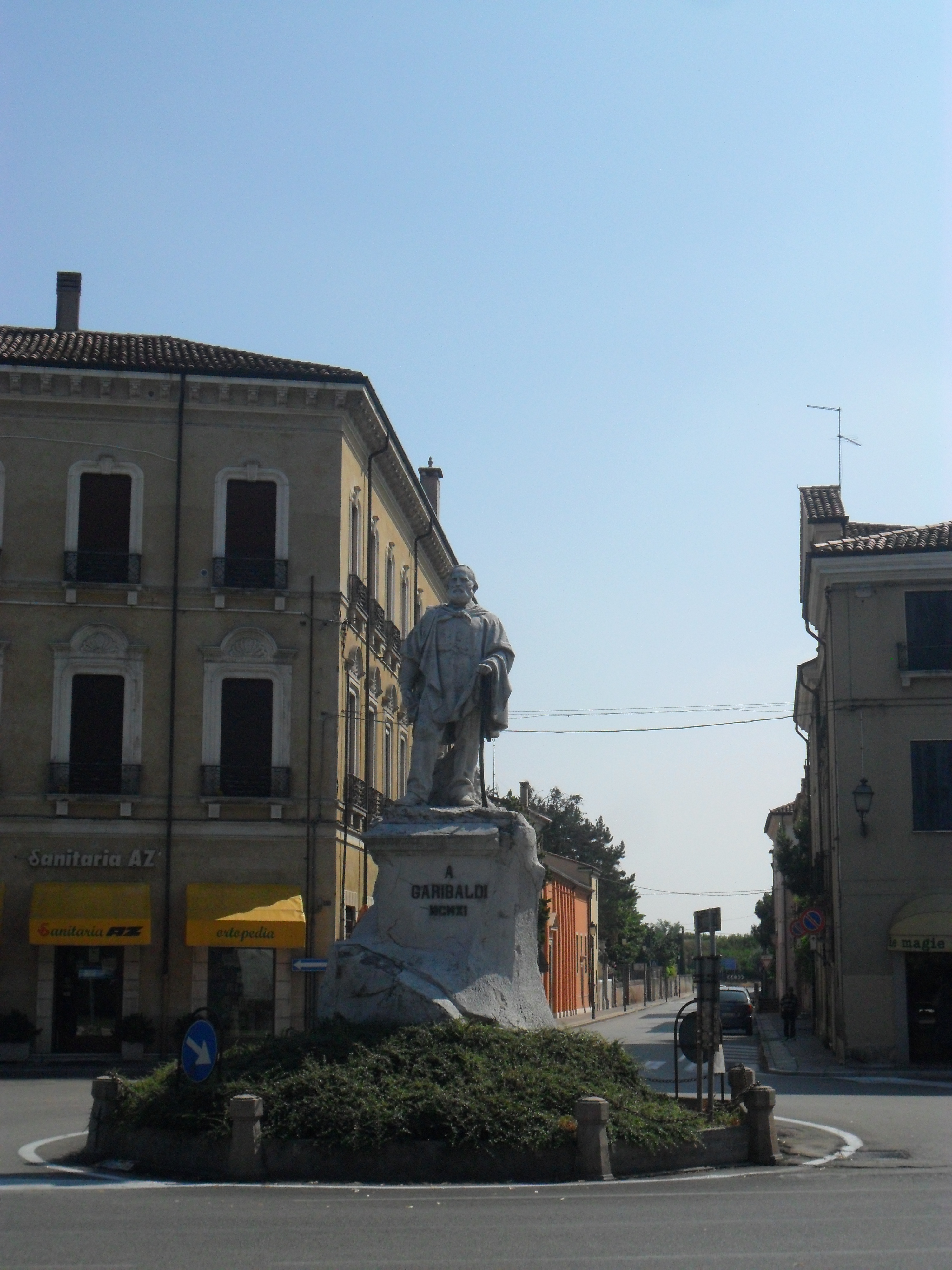
Statua a Garibaldi.
Teatro comunale e piazza del Mandamento innevati.
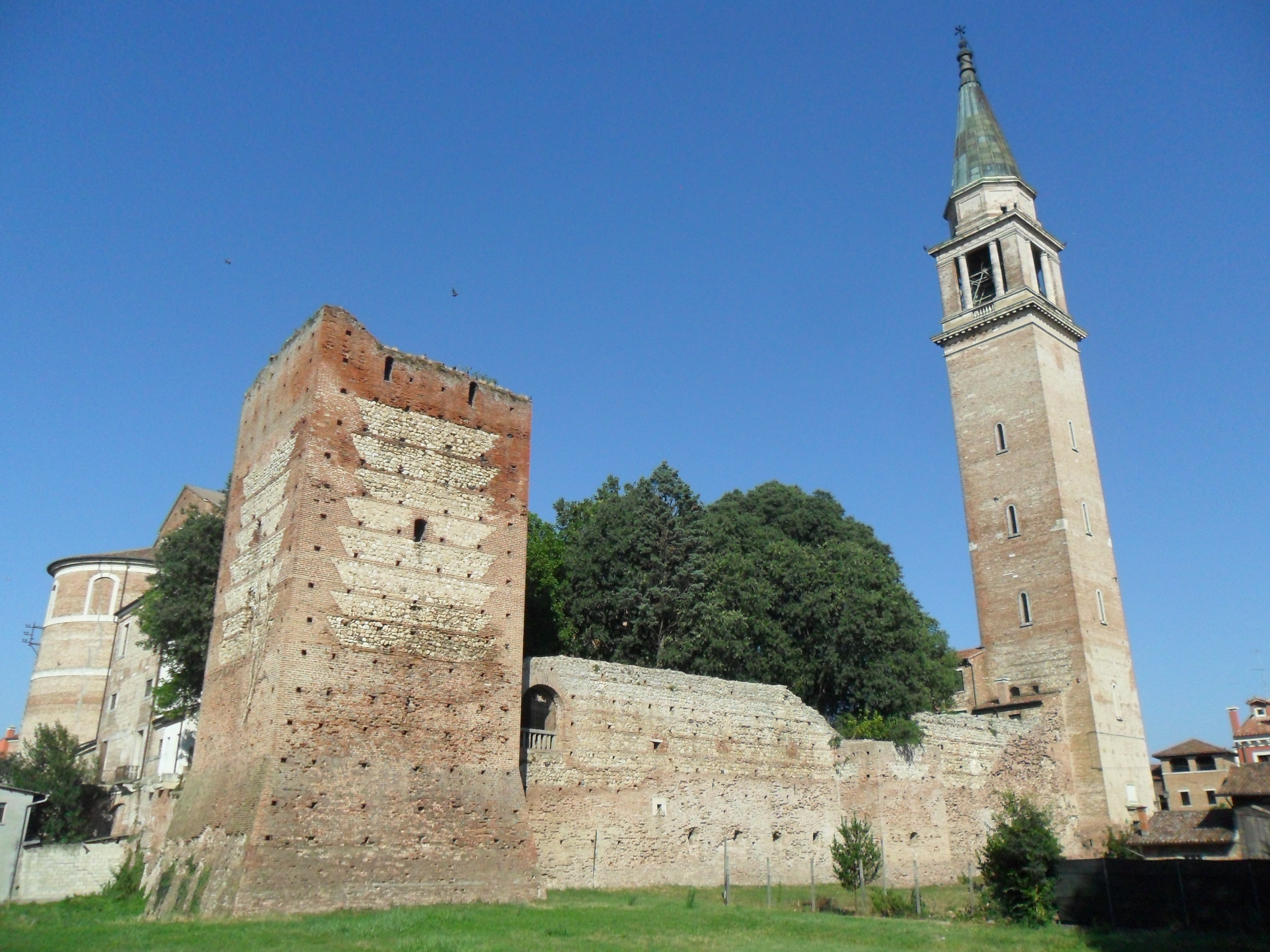
Castello scaligero e campanile.
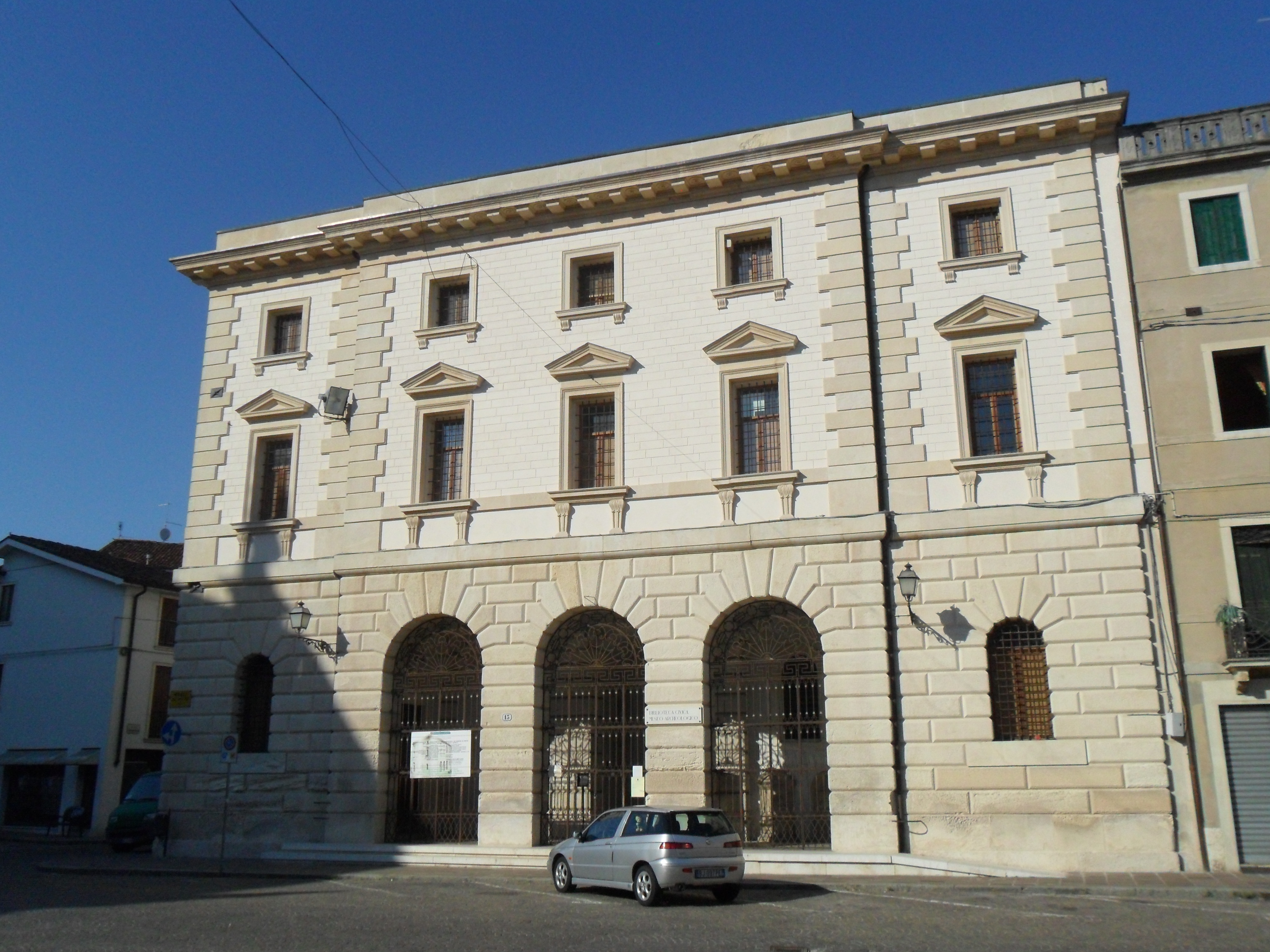
Museo Civico Archeologico.
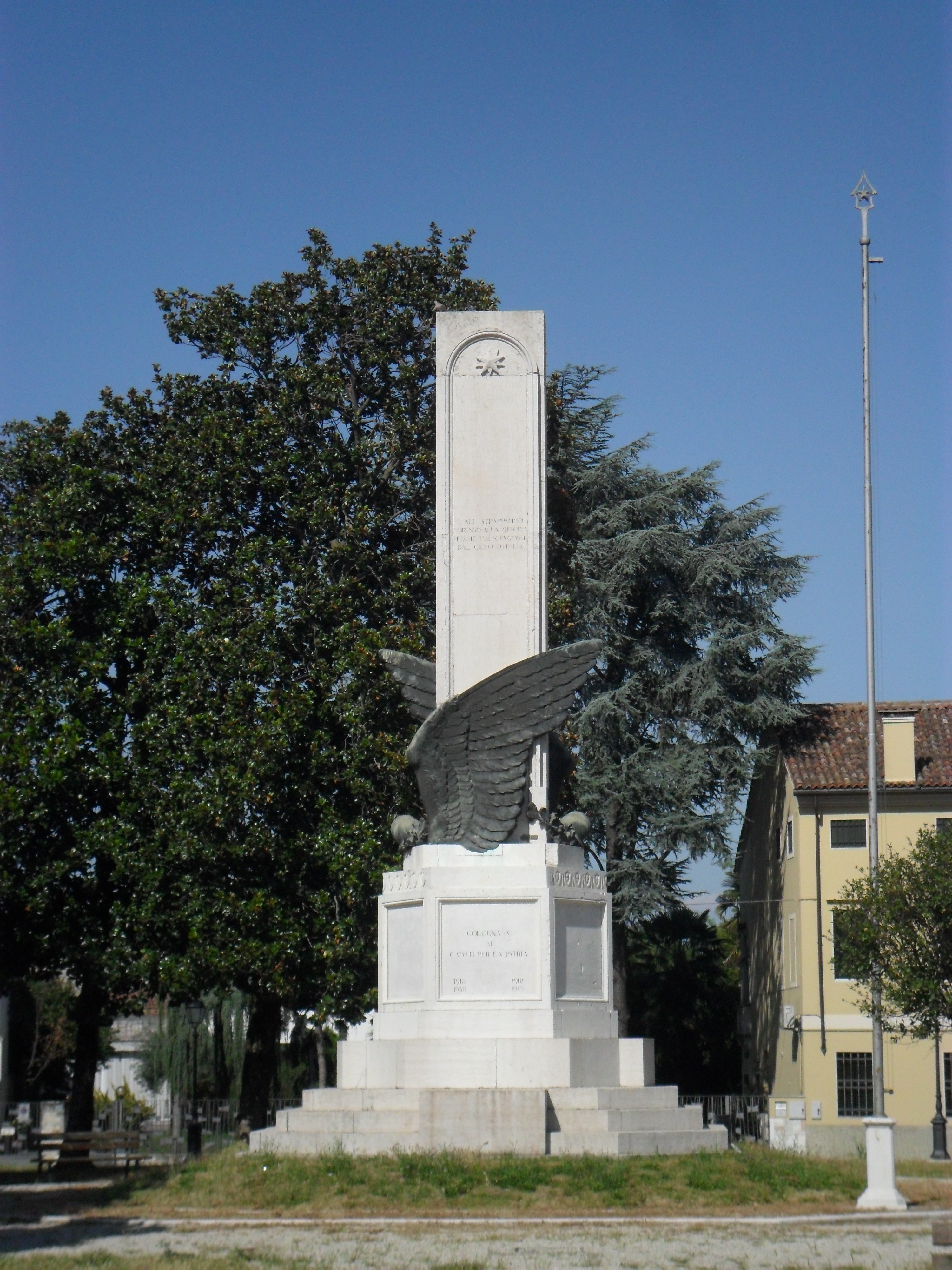
Monumento dei caduti per la Patria.

### Architetture religiose
- Duomo

È stato realizzato nella prima metà del XIX secolo in stile neoclassico ed è dedicato a Maria Nascente.
- Campanile

Progettato dall'architetto Antonio Diedo, venne eretto su una delle torri angolari dell'antica Rocca, denominata la Mainarda. La sua base quadrangolare misura 8,37 metri. I lavori iniziarono nel 1841 per concludersi nel 1853. Simile al campanile di Venezia, quello di Cologna è alto ben 80,4 metri. È uno dei più alti del Veneto e dell'Italia: occupa infatti il 32º posto nella lista delle torri campanarie più alte d'Italia. Porta cinque campane con un castello di ferro a ¼ di ruota. Durante la seconda guerra mondiale servì anche da rifugio.
- Chiesa di San Bartolamio

Meglio conosciuta come chiesa di San Bortolo (o San Bartolomeo Apostolo), ebbe origine nel 1418 e venne riedificata nel 1756. La chiesa si trova in Via Niccolò Vecchietti su un angolo del Piazzale Vittorio Veneto. Nel 1431 fu occupata dalle suore agostiniane, dette pinzochere, per fondare un collegio per giovinette. La chiesa ebbe un rettore perpetuo dal 1439. L'altare maggiore di movenze barocche è dedicato a San Bartolomeo Apostolo. Vicino all'altare è presente una pala nella quale è raffigurato San Bartolomeo mentre è scuoiato. L'altare, dell'Addolorata, a colonne corinzie con timpano triangolare, inquadra l'edicola che funge da cornice all'affresco Madonna dello Spasimo. L'altare in "cornu Epistolae" è dedicato invece a San Gaetano da Thiene ed è un barocco audace. Sulle cornici si librano angeli bellissimi.
- Chiesa dei Santi Felice e Fortunato

Costruita intorno al XII secolo, nel 1445 fu concessa dal vescovo di Vicenza ai Padri Serviti che eressero un convento. I Padri restaurarono più volte la chiesa e vi tennero diversi Capitoli Generali. Molti nobili colognesi vennero qui sepolti; nel 1769 il convento venne demolito a seguito della Bolla di Papa Clemente XIII. Nel 1842 l'arciprete di Cologna acquistò la chiesa, Santuario della Madonna del mandamento, meta di numerosi pellegrinaggi. Oggi il convento è quasi scomparso e la Chiesa dipende direttamente dalla Parrocchia di Cologna V.ta; in questa chiesa la Madonna si festeggia in modo speciale nella solennità dell'Assunta, il 15 agosto.
- Chiesa di San Pietro

Il monastero di San Pietro apostolo, fondato nel 1614, si trova vicino all'ex ospedale civile. Possiede tre altari, dei quali il maggiore è dedicato a San Pietro e San Paolo, ed è ricca di reliquiari. Il monastero fu soppresso nel 1810 e trasformato in scuola pubblica; nel 1849 fu adattato a Ospedale civile con il servizio psichiatrico, chiuso da qualche decina d'anni. Oggi non è accessibile, in attesa di ristrutturazione.
- Chiesa di Santo Spirito

Venne edificata nel 1535 circa per le monache agostiniane, dette pinzochere, per essere poi rimpiazzate nel 1553 dai padri serviti di San Felice.
L'oratorio fu fondato nel '600 per essere successivamente ampliato. L'altare maggiore, barocco, è in marmo bianco della Val di Leogra. Restaurata recentemente, la chiesetta si trova in via Cardo.
- Porta delle Cappuccine

Per favorire l'accesso delle suore al Duomo, venne aperta nel 1602; le cappuccine della Regola di Santa Chiara avevano infatti il loro convento al di fuori delle mura di Cologna. Si trova molto vicina al campanile, prima della canonica della Parrocchia.

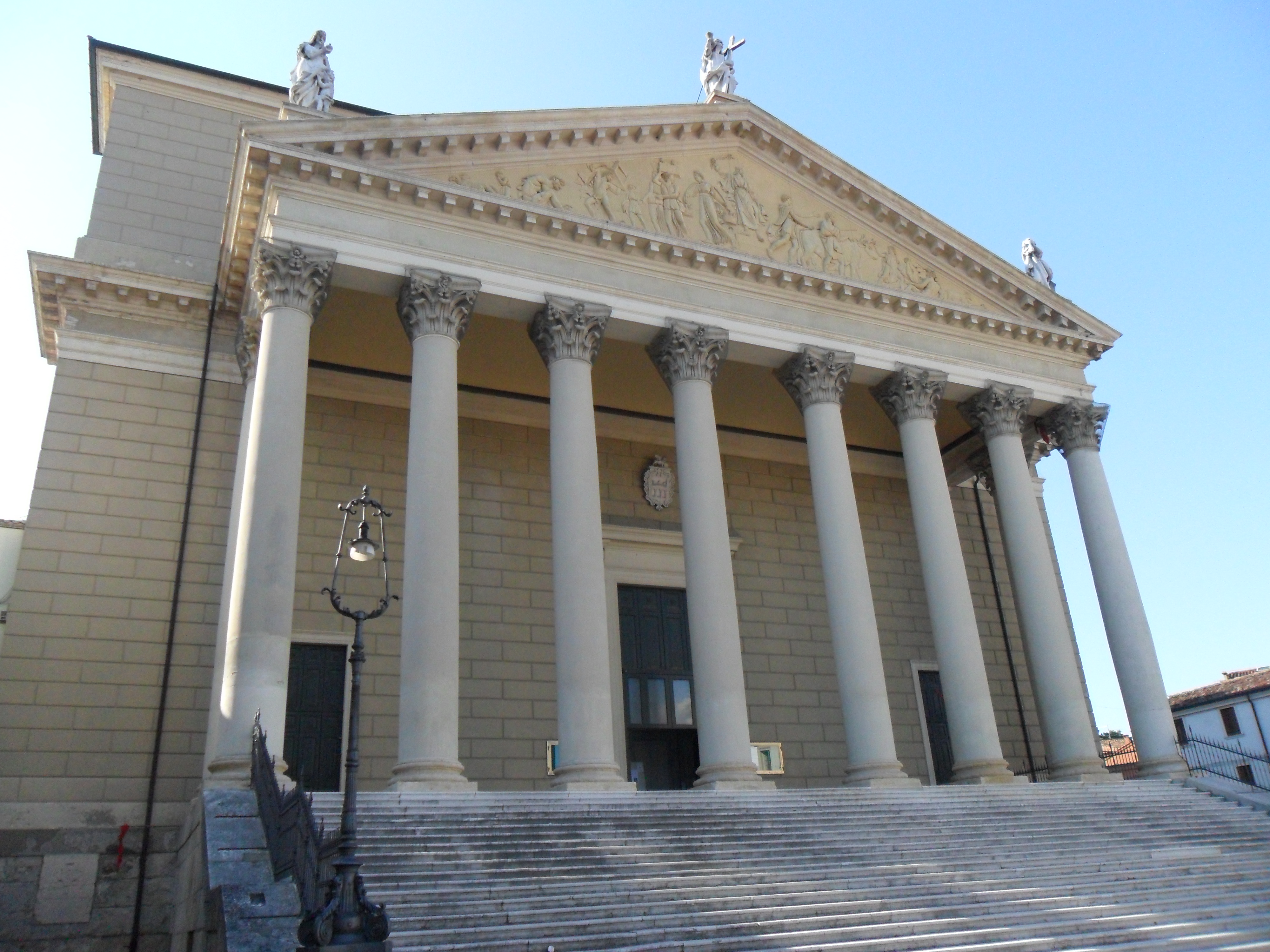
Duomo di Cologna Veneta.
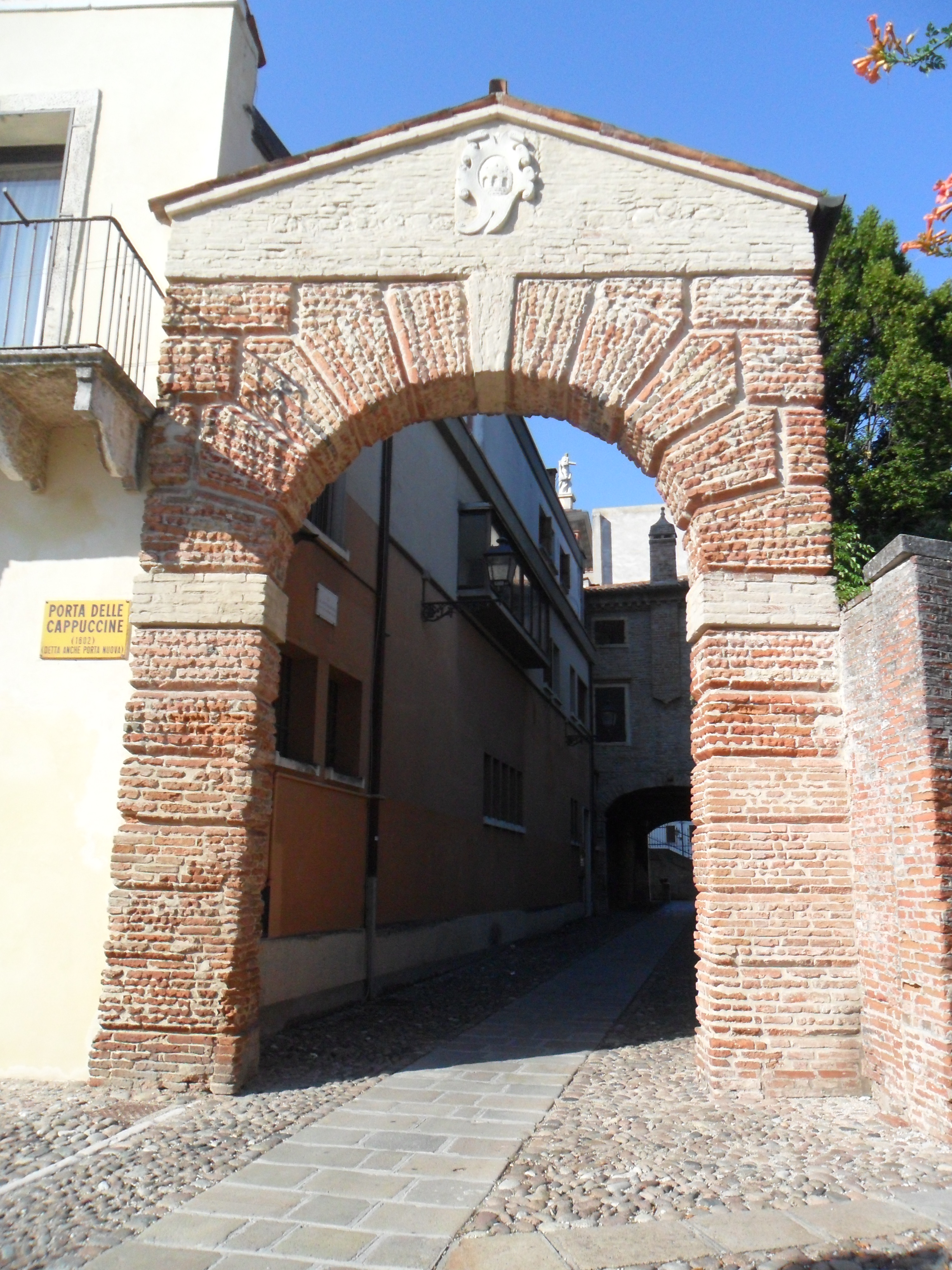
Porta delle Cappuccine.
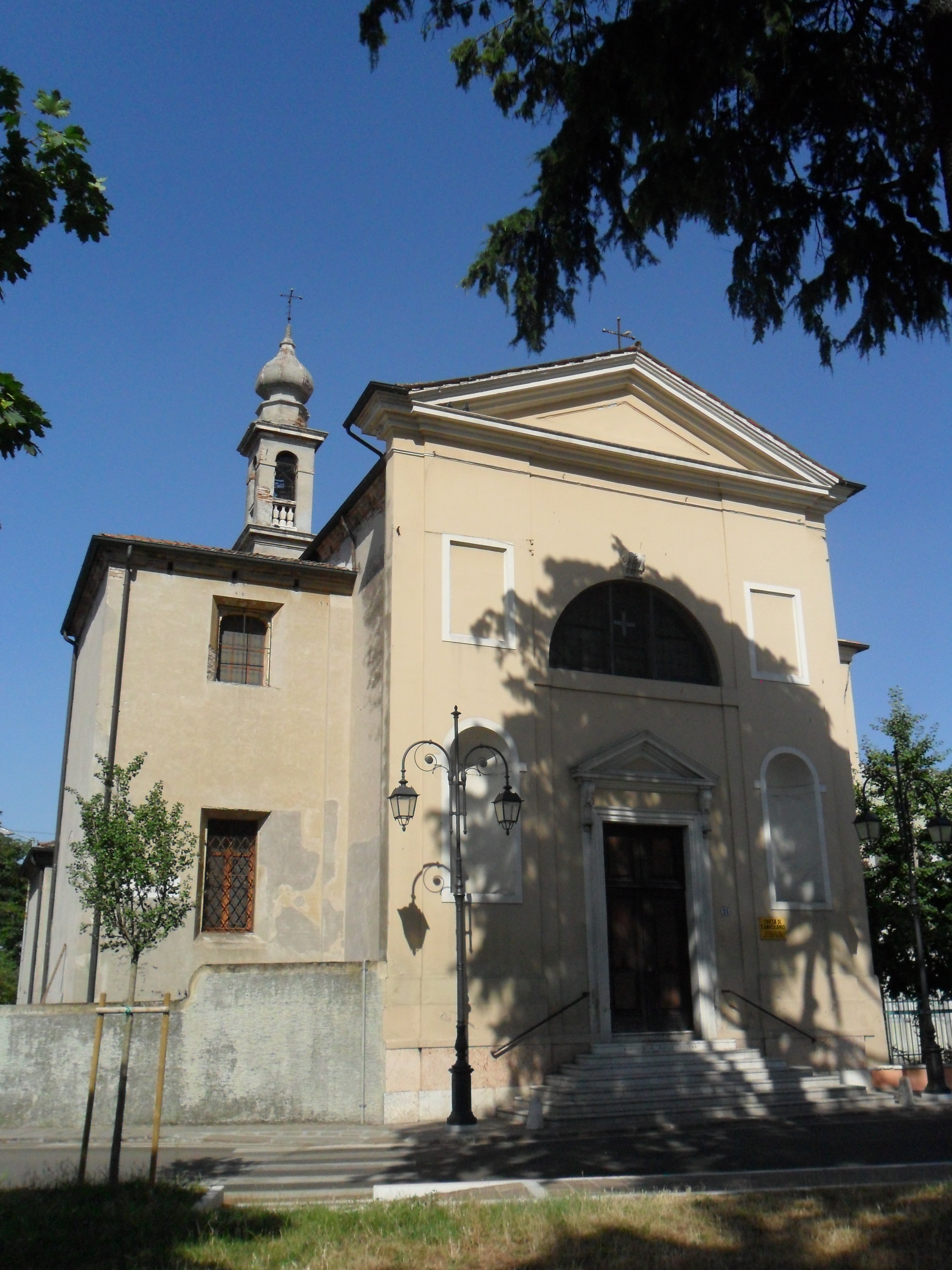
Chiesa di San Bartolamio.
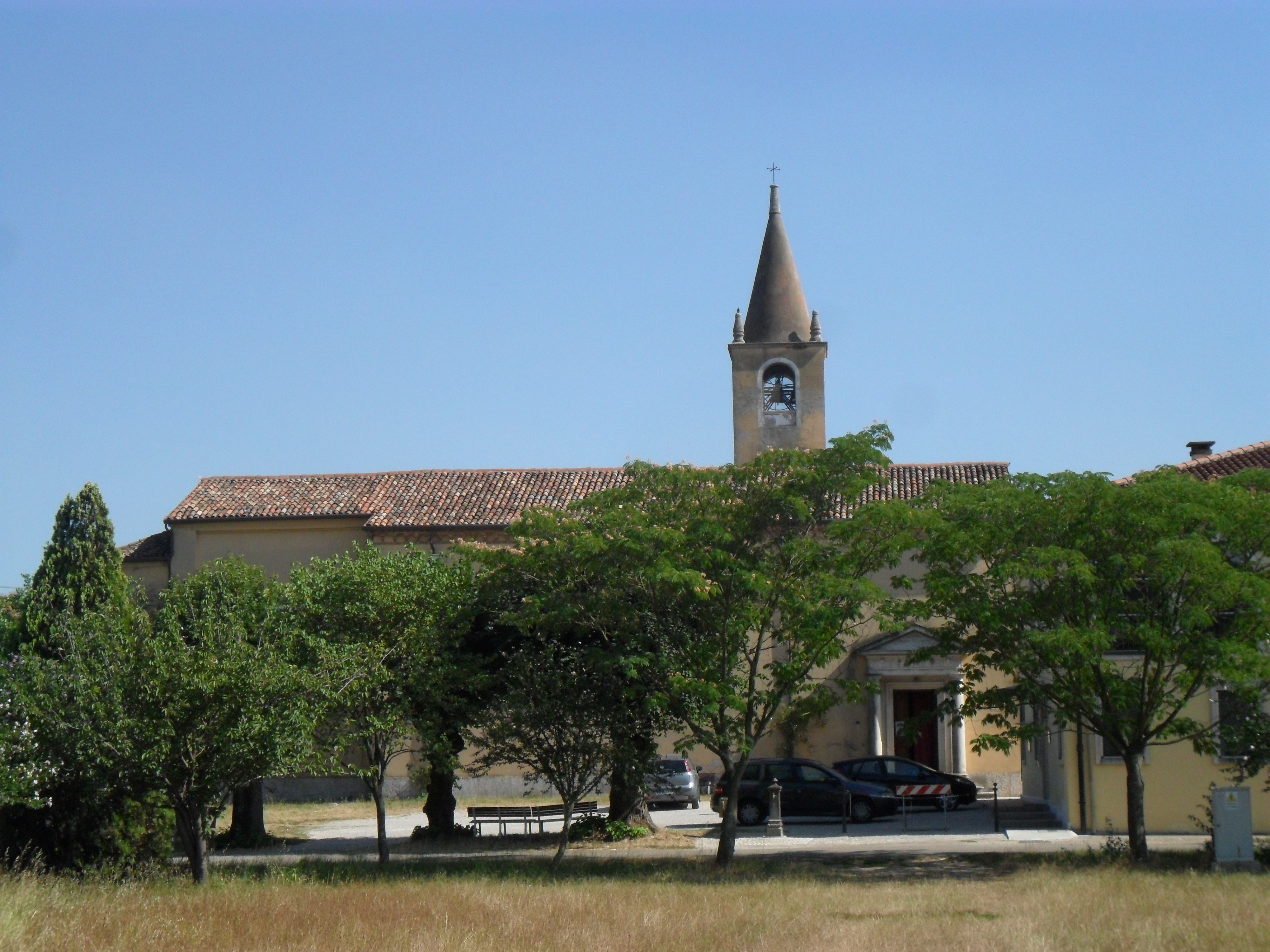
Chiesa dei Santi Felice e Fortunato.

## Società

### Evoluzione demografica
Abitanti censiti

### Etnie e minoranze straniere
Secondo i dati ISTAT al 4 dicembre 2019 la popolazione straniera residente era di 1 067 persone. Le nazionalità maggiormente rappresentate in base alla loro percentuale sul totale della popolazione residente erano:
- Marocco, 491
- India, 201
- Romania, 100
- Serbia, 62
- Cina, 57
- Senegal, 48
- Albania, 41
- Moldavia, 24

## Cultura

### Eventi

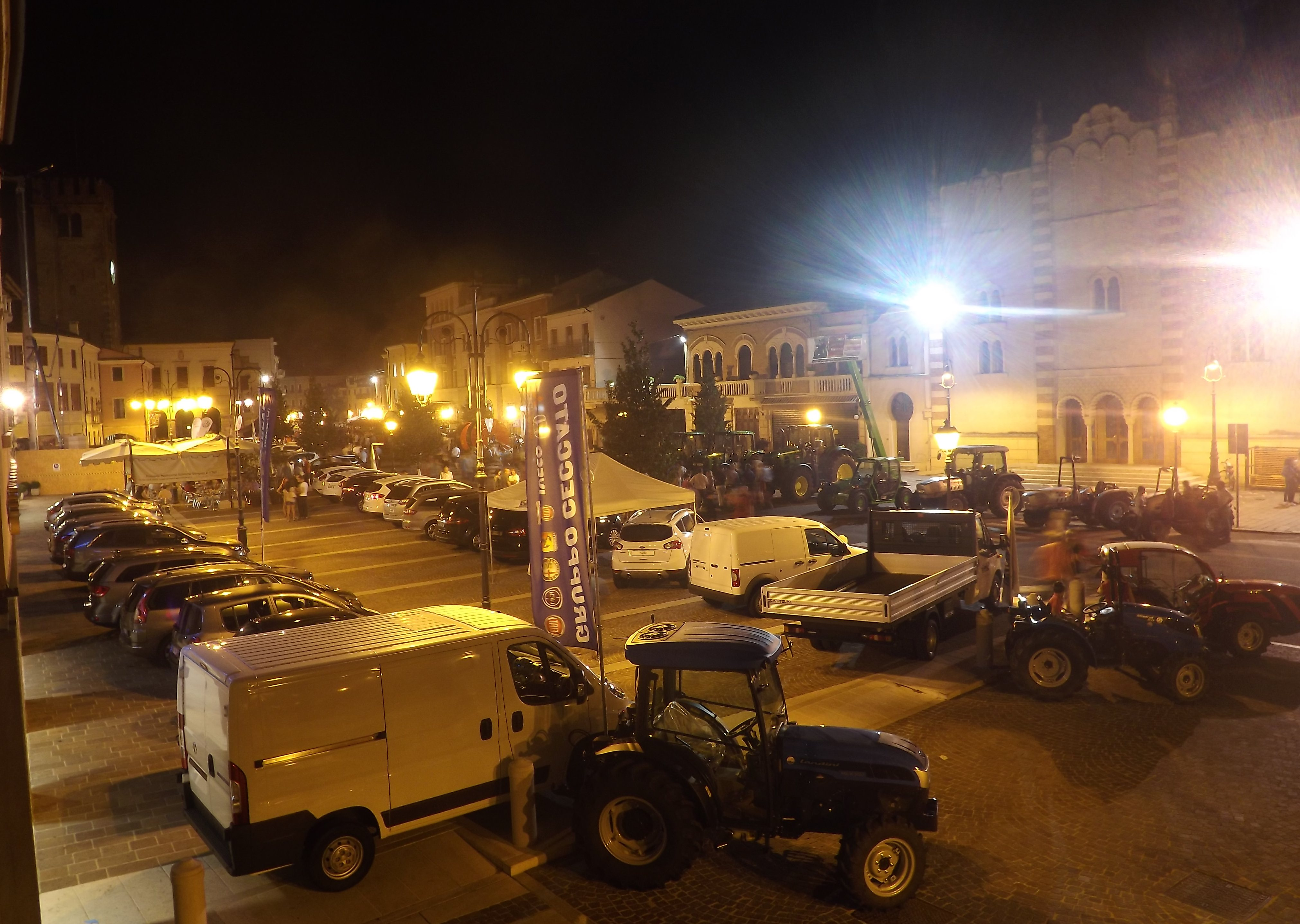
Settembre Colognese

- Prima domenica di maggioCologna in Fiore

Manifestazione organizzata dalla Pro-Loco, con vasta esposizione di fiori.
- Seconda/terza settimana di giugnoSagra di Sabbion

Festa di S. Giovanni Battista.
- Fine giugno - inizio luglioSagra di Sule (da 'insulae'=isole)

Sagra di San Pietro.
- Terza domenica di luglioFesta della Trebbiatura a Baldaria

Festa della trebbiatura con esposizione di macchine agricole, mostre, sport, musica e degustazione prodotti tipici locali.
- Fine luglio - inizio agostoSagra di Spessa

Festa della Madonna della Neve.
- Terza Domenica di agosto"Sagra di San Sebastiano Madonna della Cintura

- 8 settembreSettembre Colognese - FierAgricola.

Ultra centenaria Fiera agricola, esposizione di numerose attrezzature agricole, di prodotti artigianali e commerciali. È prevista la degustazione dei prodotti tipici e caratterizzanti il territorio, mercatini vari ed apertura di mostre artistiche oltre ai musei storici. Inoltre varie sono le attrazioni nei vari ambiti d'interesse, che di contorno allietano e richiamano migliaia di visitatori ogni anno. Sono inoltre predisposte aree ristoro coperte dove poter degustare i piatti tipici della tradizione locale.
- 8 dicembreFesta del Mandorlato.

Esposizione dedicata al prodotto che rende Cologna Veneta nota ben oltre i confini italiani. Partecipano con i loro stand le varie ditte produttrici dell'originale mandorlato, mentre per le vie del centro storico sono allestiti mercatini vari inneggianti l'incombente periodo natalizio. È inoltre allestita un'area espositiva coperta per l'artigianato locale e sono previsti vari momenti di intrattenimento folkloristico. Sono anche predisposte aree ristoro coperte e riscaldate per degustare i piatti tipici della tradizione locale.
- ogni mercoledì mattinaMercato (per le vie del centro).
ogni terza domenica del meseMercato KmZero (Piazza del Mandamento).

### Istruzione
A Cologna Veneta sono presenti diverse scuole d'infanzia, una scuola primaria, la scuola media Dante Alighieri e il liceo scientifico A.M. Roveggio che comprende diversi indirizzi di studio.

### Letteratura
O Colonia, quae cupis ponte ludere longo (in latino): "O Colonia, che hai una gran voglia di scherzare sul lungo ponte"). Questo è il primo verso del carme XVII del poeta latino Catullo, con il quale molti studiosi ritengono si riferisse al paese veronese. Ludovico Antonio Muratori e Scipione Maffei interpretarono la Colonia di Catullo come il paese non lontano da Verona dove effettivamente esistevano un ponte e una livida palude. La stessa citazione di Catullo compare nello stemma del comune di Cologna.
- Nell'Inferno dantesco si legge:

(Inferno, XXIII, vv. 61-63)
Qui il poeta fiorentino, nel descrivere la pena degli ipocriti, costretti a camminare lentamente, piangendo, rivestiti di pesanti cappe di piombo dorate all'esterno con il cappuccio che scende loro davanti agli occhi, fa una similitudine con i frati "umiliati" del convento di S. Giovanni degli Umiliati, a Cologna Veneta. Anche in questo caso non c'è la certezza che Dante si riferisse proprio al paese sul Guà, ma la cosa è molto probabile: egli fu infatti ospite di Cangrande della Scala nel 1317 proprio presso il suo castello a Cologna e la villa Cereolo, dove poté conoscere i costumi dei frati, detti anche "berretani" per la grande cappa fatta a cappuccio.
La citazione corretta potrebbe essere (Inferno - Dante nella edizione commentata da Vittorio Sermonti):
(Inferno, XXIII, vv. 61-63)

## Geografia antropica

### Frazioni
Cologna Veneta conta ben cinque frazioni: Baldaria, Sabbion, San Sebastiano, Sant'Andrea Sule e Spessa. Esse si trovano rispettivamente a nord, sud, nord-est, est e nord-est del comune.

#### Baldaria
È l'antica pieve di Cologna, già attiva dai primi secoli di vita cristiana. Si nota l'influenza di Padova in quanto Santa Giustina è la titolare di questa chiesa parrocchiale. Lastre di pietra, con decorazioni bizantine, furono rinvenute verso l'anno Mille durante la costruzione della prima chiesa sui ruderi di un antico castello; parte di quella fortificazione è visibile nel tronco inferiore del campanile. Baldaria fu per breve tempo comune nel XII secolo, per poi unirsi definitivamente a quello di Cologna nel 1818.

#### Sabbion
L'origine di Sabbion risale a prima dell'XI secolo. Nel 1046, il castello di Sabbion, che la tradizione vuole fosse costruito da Rosmunda, moglie nel 569 del primo re longobardo Alboino, fu ceduto a un monastero veronese. I benedettini di San Giorgio in Braida, che appartenevano al monastero di Verona, furono sfrattati in quanto non seguivano le riforme. Essi furono sostituiti da canonici che seguivano la regola di Sant'Agostino; con questi anche Sabbion beneficiò dei buoni effetti del rinnovato spirito religioso. Fra il 1140 e il 1145 il vescovo di Vicenza consacrò la chiesa di Sabbion intitolata a San Giovanni Battista. Da questo fatto scoppiò la discordia tra il diritto vescovile vicentino e le giurisdizioni del monastero di San Giorgio in Braida, placata nel 1180. Nel '400 Sabbion fu comune autonomo. Nel '600 la chiesa di San Giovanni Battista ottenne l'autonomia dal Monastero veronese; venne poi demolita e ricostruita alla fine del XIX secolo fuori dalla curtis monastica medioevale.

#### San Sebastiano
Non si conosce con esattezza l'origine della frazione che dista circa quattro chilometri da Cologna Veneta. Non è certa nemmeno la data di costruzione della chiesa, che comunque avvenne prima di quella di Sant'Andrea. La prima pietra della nuova chiesa venne posata dall'Arciprete di Cologna nel 1907. La nuova chiesa, in stile lombardesco, venne benedetta il 15 gennaio 1911. Prima di chiamarsi San Sebastiano, la frazione aveva nome Porcetti, derivato dalla matrona romana Porcia, figlia di Catone e moglie di Bruto, che potrebbe aver imposto il nome di questa località. Nel 1924 il ruolo della frazione passò da curazia a parrocchia.

#### Sant'Andrea
Le prime notizie attendibili di questa frazione risalgono al 1600, quando l'Arciprete di Cologna fece elevare al grado di curazia la chiesa di Sant'Andrea. La prima pietra per la costruzione della nuova chiesa fu posata nel giorno di San Valentino del 1906. Consacrata nel 1911, la chiesa porta le seguenti misure: 43 metri di lunghezza con una navata di m 28x13 e con un Oratorio e sacrestia molto ampi. Sono presenti quattro altari: il primo è dedicato alla Madonna della Mercede, in stile classico-moderno; il secondo dedicato a San Valentino (altare maggiore della vecchia chiesa); il terzo in onore di Sant'Antonio e il quarto intitolato all'Immacolata. Nel 1924 fu elevata a parrocchia. Il campanile fu invece inaugurato nel 1842 e le campane presenti sono cinque.

#### Spessa
Spessa si trova ai piedi dei Colli Berici, divisa tra le province di Verona e Vicenza, nonché tra i Comuni di Alonte, Lonigo e Orgiano. Nel XV secolo fu aggregata a Baldaria quando i conti Sarego vendettero il feudo. Come le altre frazioni, Spessa divenne curazia ed infine parrocchia autonoma. La chiesa parrocchiale, in stile neoclassico, è intitolata a Santa Maria della Neve. Tre nuove campane furono collocate nel 1841 e nel 1910 la chiesa venne ampliata. La popolazione è di circa 700 abitanti.

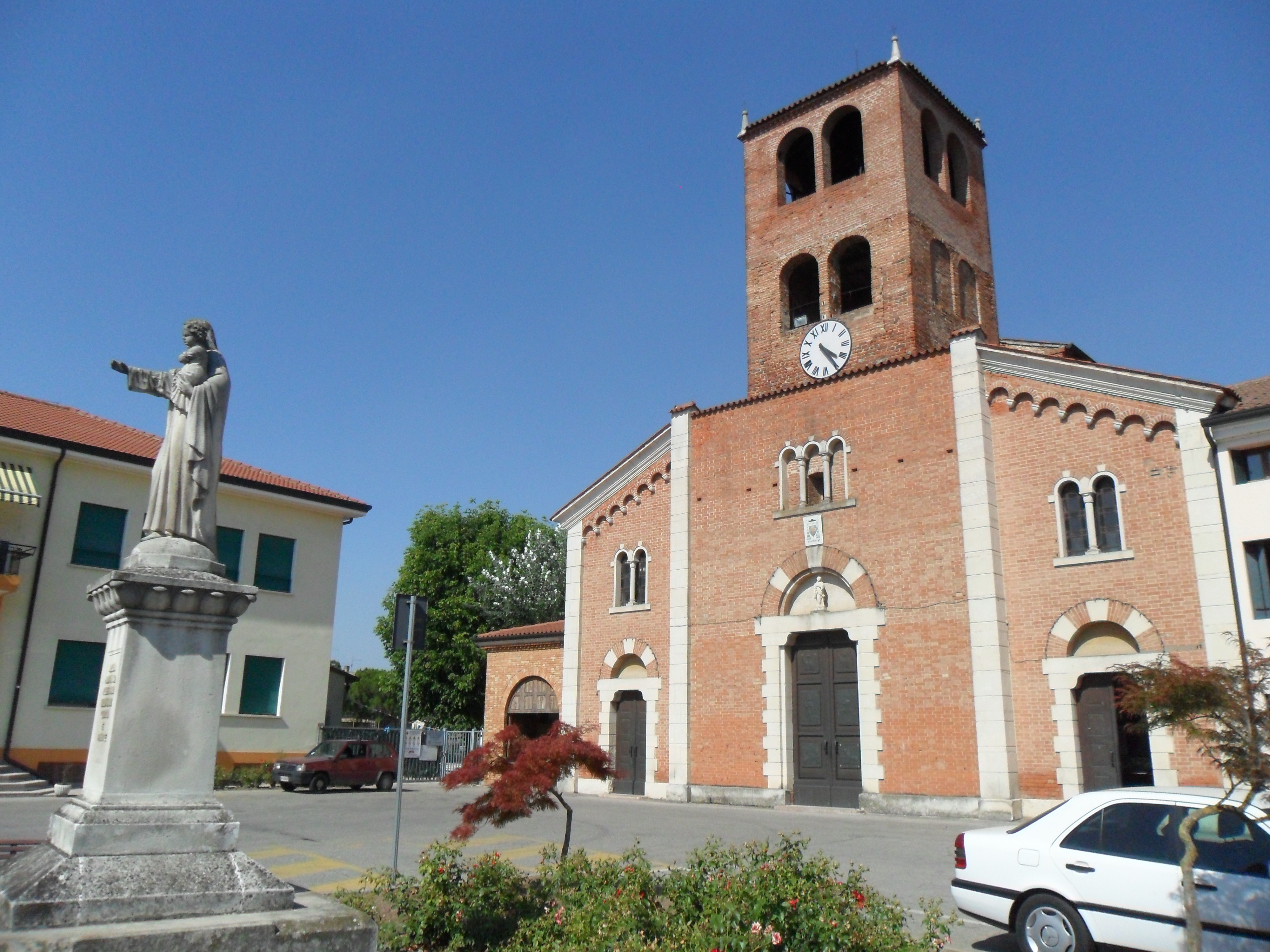
Chiesa parrocchiale di Baldaria.
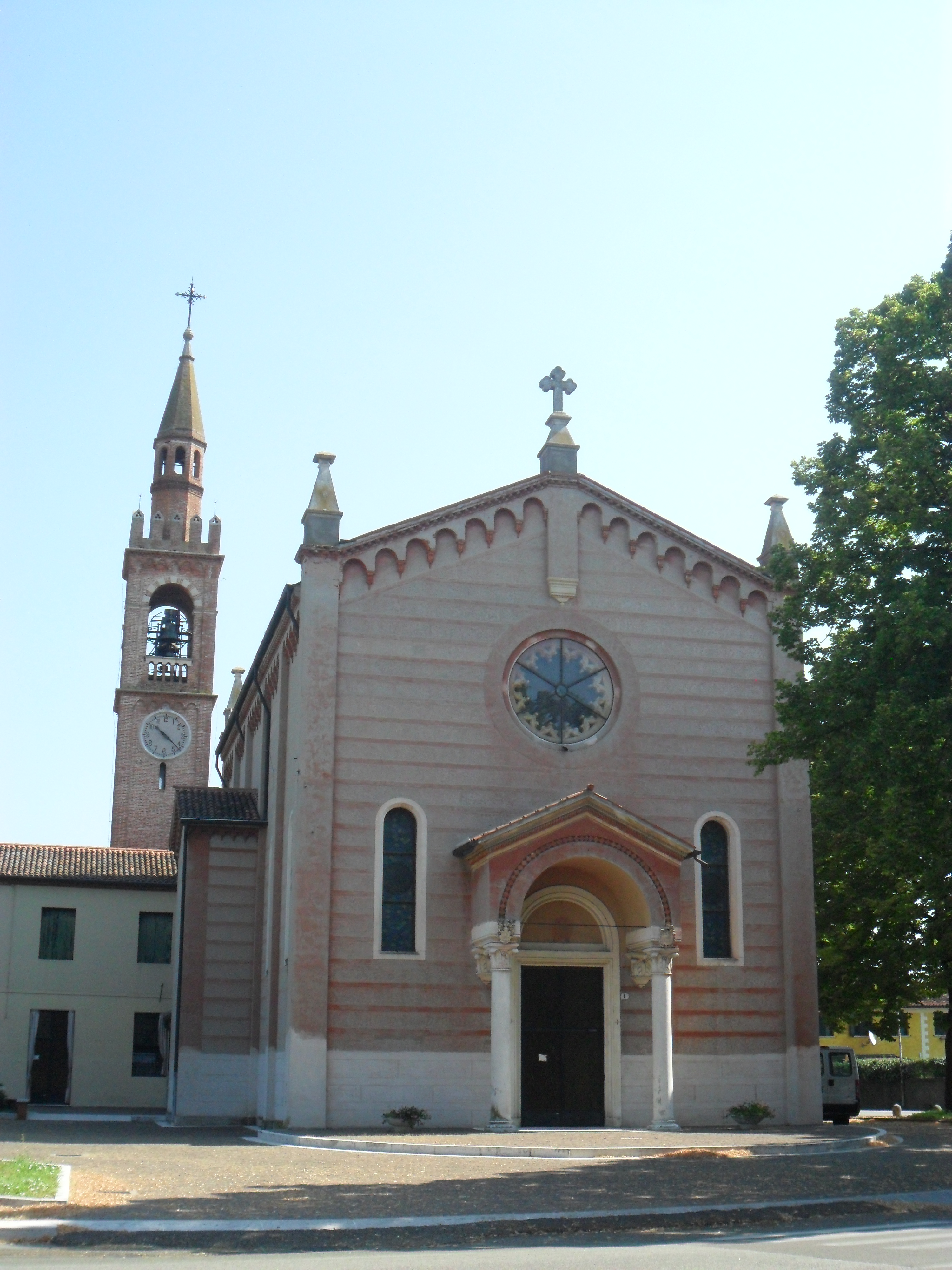
Chiesa di Sabbion.
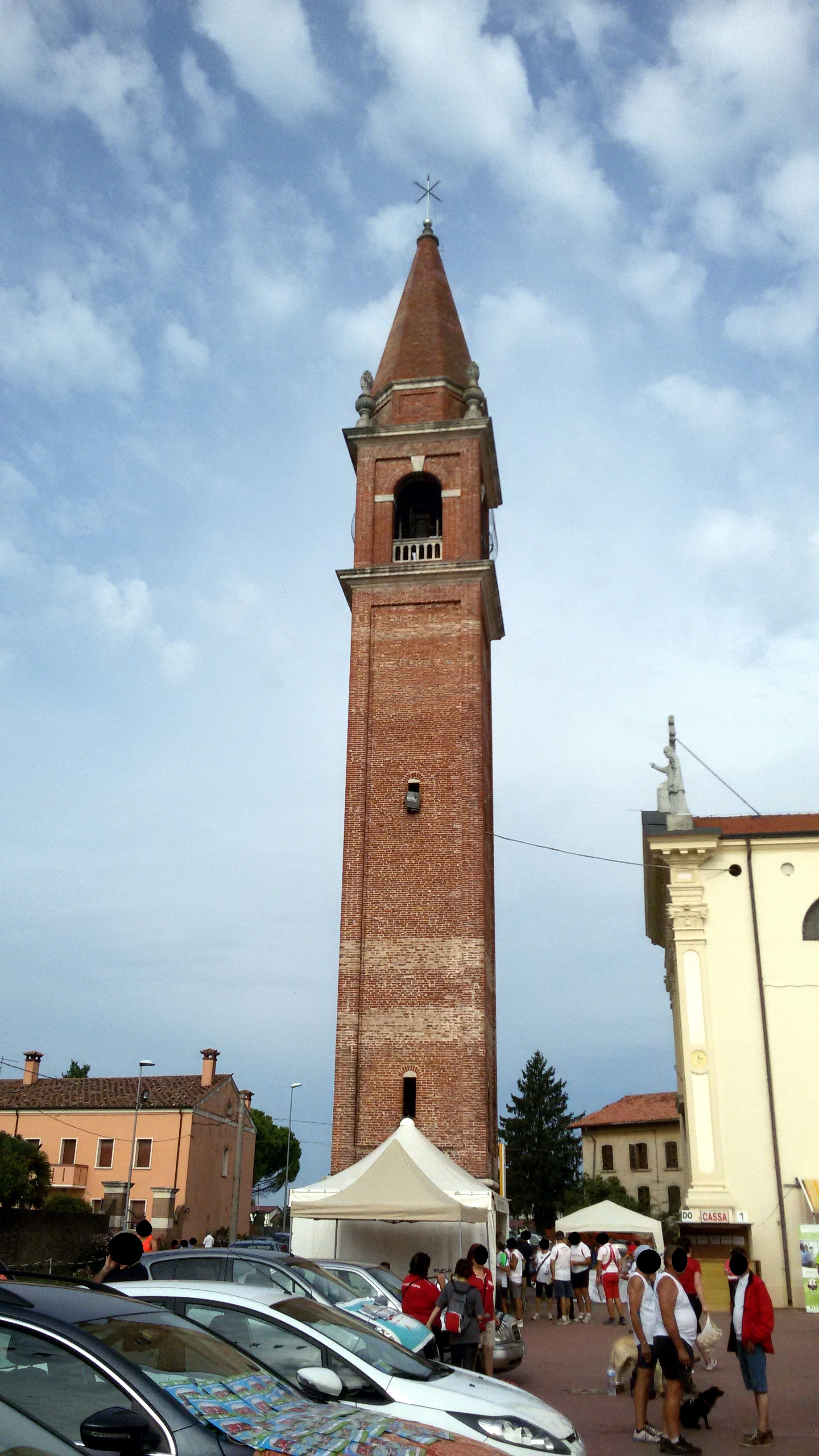
Campanile della chiesa parrocchiale di S. Sebastiano.
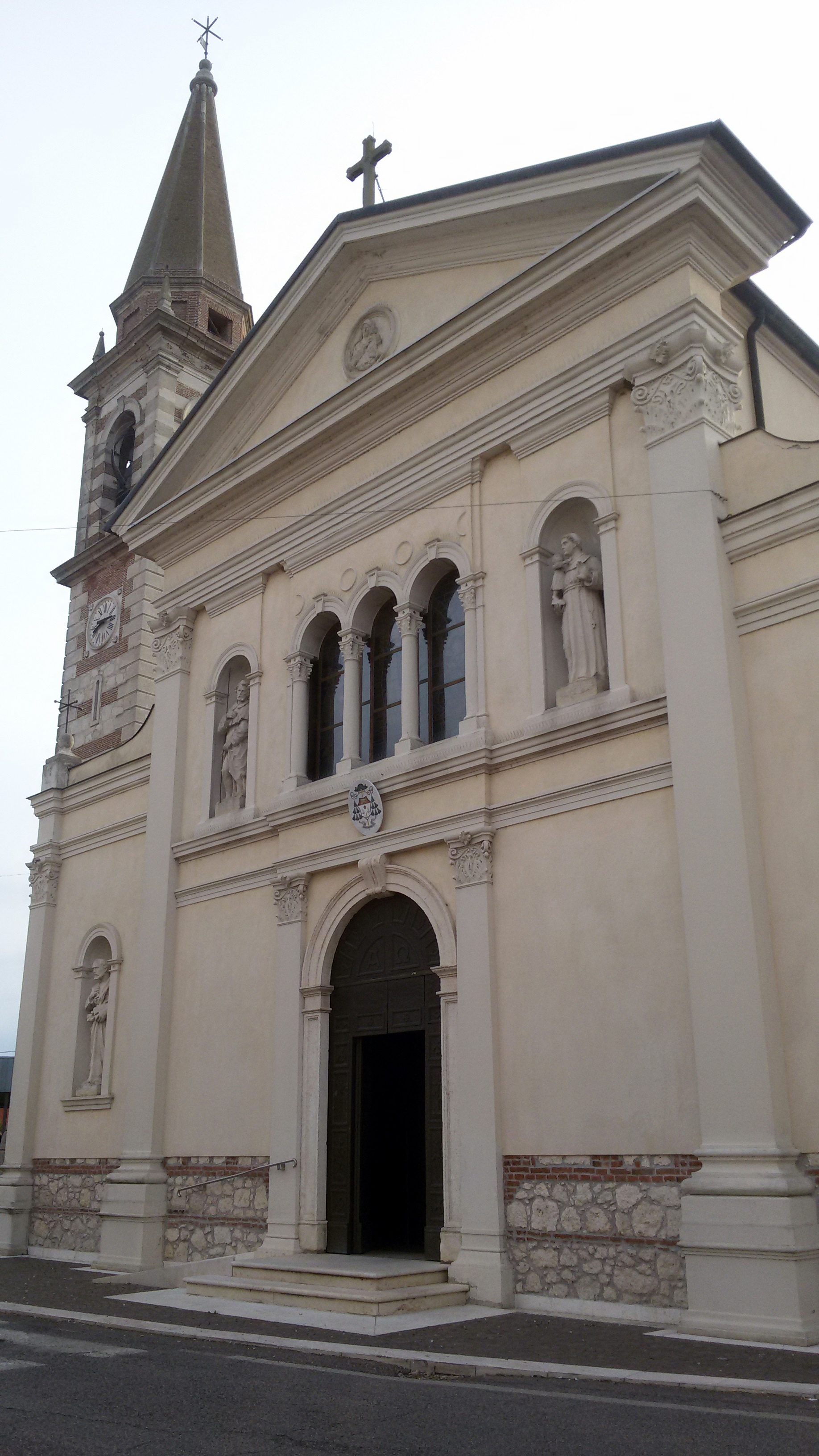
Chiesa parrocchiale di Spessa.

#### Altre località del territorio
Poco distanti dal paese vi sono tre località: Sule, molto vicino a Baldaria, Strà e San Marcello al confine con il comune di Veronella.

## Economia

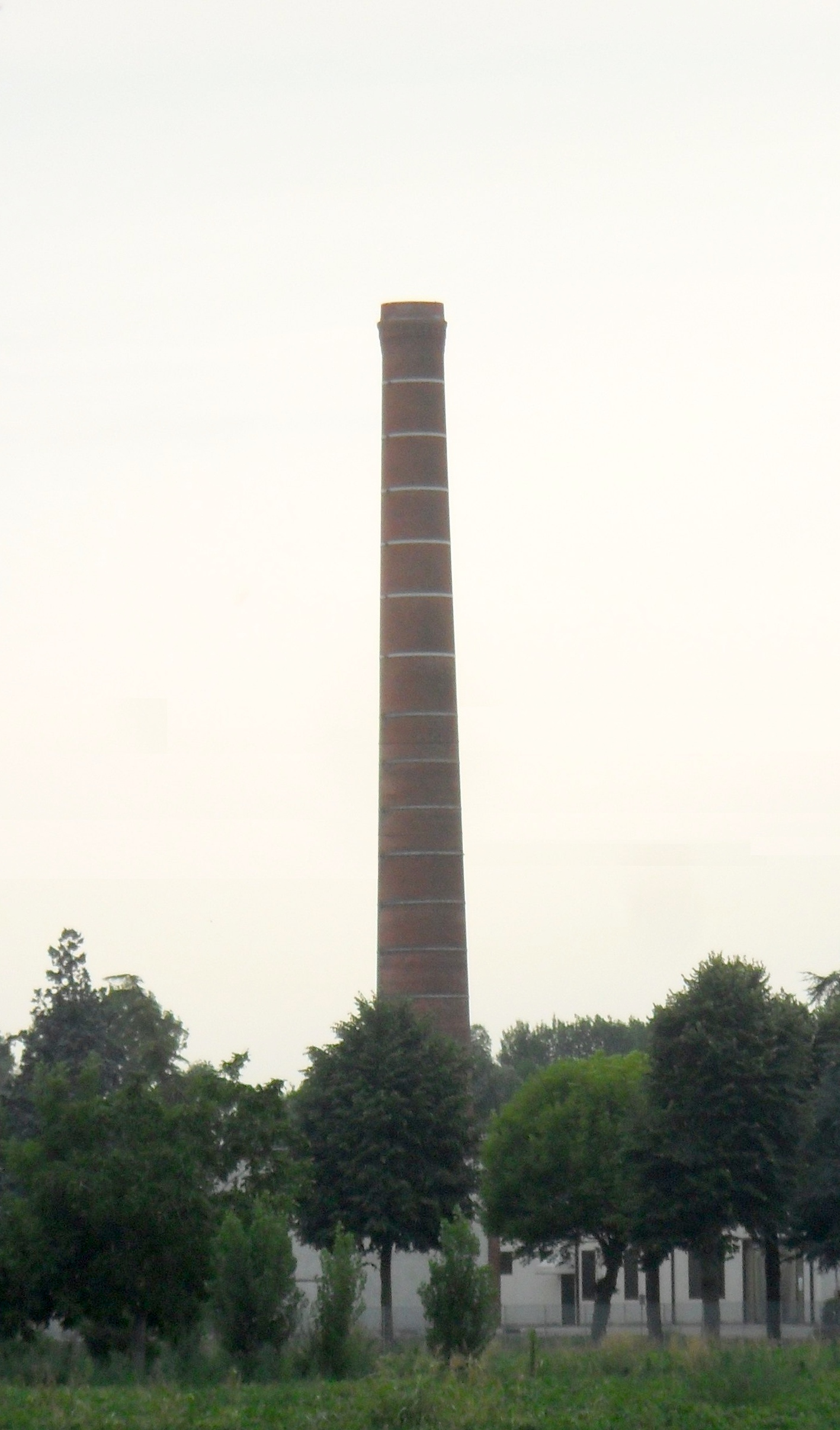
Zuccherificio di Sabbion

Cologna Veneta è da sempre un importante centro agricolo. Già a partire dal medioevo, anche il commercio della lana era molto diffuso, per poi dare spazio alla canapa nel periodo della Serenissima e alla seta nell'Ottocento. Molto importanti per l'economia novecentesca erano le filande, dove si filava la seta dei bachi, presenti in gran numero negli allevamenti di tutto il territorio colognese. Dopo vari conflitti, intorno al 1950, la crisi del settore portò alla chiusura degli stabilimenti e alla definitiva cessazione dell'attività secolare delle tre filande aperte nel paese. Nell'inizio del Novecento un'altra grande attività ora dismessa era quella della coltivazione delle barbabietole per lo zucchero, lavorato nello zuccherificio di Sabbion allora collegato alla rete ferroviaria tramite un raccordo. L'attività artigianale della specialità del Mandorlato iniziò nel 1850 circa per poi diventare industriale. Sempre sul finire dell'Ottocento vi erano numerose tipografie, una delle quali tuttora aperta nel centro storico.

## Infrastrutture e trasporti

### Strade
Cologna Veneta è attraversata da nord a sud dalla strada provinciale 500 (già Strada statale 500 di Lonigo), cui nel centro dell'abitato confluiscono le provinciali 7 e 19.

### Ferrovie e tranvie
Fra il 1925 e il 1967 il territorio comunale fu attraversato dalla ferrovia Treviso-Ostiglia, sulla quale erano presenti la stazione di Cologna Veneta, e la fermata di San Sebastiano-Asigliano. Fino al 1987 il tratto fra la stazione di Cologna Veneta e quella di Legnago fu mantenuto in servizio per il traffico merci; nel 1997 anche questa sezione fu disarmata.
Dal 1882 al 1937 la città rappresentava il capolinea orientale della tranvia San Bonifacio-Lonigo-Cologna Veneta, esercitata con convogli a vapore e successivamente con automotrici ad accumulatori.

## Amministrazione
Dal 1º gennaio 2019 non fa più parte dell'Unione Comuni Adige Guà. L'Unione era costituita da cinque comuni: Cologna Veneta, Pressana, Roveredo di Guà, Veronella e Zimella.
Il comune fa parte del movimento patto dei sindaci
| Periodo      | Periodo      | Primo cittadino         | Partito                                               | Carica                  | Note                     |
| ------------ | ------------ | ----------------------- | ----------------------------------------------------- | ----------------------- | ------------------------ |
| giugno 1985  | luglio 1990  | Antonio Rancan          | Democrazia Cristiana                                  | Sindaco                 | [ 13 ]                   |
| luglio 1990  | maggio 1992  | Antonio Rancan          | Democrazia Cristiana                                  | Sindaco                 | Dimissioni               |
| giugno 1992  | aprile 1995  | Antonio Poli            | Democrazia Cristiana                                  | Sindaco                 | [ 15 ]                   |
| aprile 1995  | giugno 1999  | Antonio Poli            | Partito Popolare Italiano                             | Sindaco                 | [ 16 ]                   |
| giugno 1999  | luglio 2000  | Antonio Poli            | Centro-Destra (Liste civiche)                         | Sindaco                 | Dimissioni del consiglio |
| luglio 2000  | maggio 2001  | Renata Carletti         |                                                       | Commissario prefettizio | [ 18 ] [ 19 ]            |
| maggio 2001  | maggio 2006  | Damiano Vedovato        | Lista civica                                          | Sindaco                 | [ 20 ]                   |
| maggio 2006  | maggio 2011  | Silvio Silvano Seghetto | Lista civica                                          | Sindaco                 | [ 21 ]                   |
| maggio 2011  | giugno 2016  | Silvio Silvano Seghetto | Lista civica "Vivi Cologna"                           | Sindaco                 | [ 22 ]                   |
| giugno 2016  | ottobre 2021 | Manuel Scalzotto        | Lega Nord, eletto con lista civica "MuoviAmo Cologna" | Sindaco                 |                          |
| ottobre 2021 | in carica    | Manuel Scalzotto        | Lega, eletto con lista civica "MuoviAmo Cologna"      | Sindaco                 |                          |

## Sport
- Calcio: Dopo diversi anni di serie D, l'A.C. Cologna è attualmente in Eccellenza. La squadra si allena nello stadio comunale in Via Rinascimento. Nel 2019 è nata anche L'A.S.D. Sule squadra della frazione di Cologna Sule che milita in Seconda Categoria.[23]
- Basket: La squadra di basket gioca nella palestra comunale del paese; la squadra maschile milita in Promozione e la squadra femminile in Serie C .[24][25]
- Pallavolo: La squadra femminile della Polisportiva Sabbionese gioca in serie D.[26]
- Ciclismo: Ogni anno si tengono gare ciclistiche per le tre province (VR, VI, PD) organizzate dalle Maglierie FDB, con partenza e arrivo a Pressana.
- Tennis: I campi di tennis si trovano presso il centro giovanile; da pochi anni è stato inaugurato un campo coperto polivalente (può essere infatti impiegato anche per partite di calcetto amatoriale).
- Nuoto: A Cologna è presente una piscina semiolimpionica scoperta, aperta al pubblico nel periodo estivo.[27]